# Flüchtlingsproteste in Deutschland ab 2012
Die Flüchtlingsproteste in Deutschland ab 2012 sind ein Protest von Asylbewerbern und deren Unterstützern gegen das deutsche Asylrecht und den ihrer Ansicht nach unangemessenen Umgang mit Asylsuchenden. Dieser Protest umfasste eine Vielzahl von miteinander koordinierten und nicht koordinierten Einzelmaßnahmen.

## Chronologie der Aktionen der Flüchtlinge und ihrer Unterstützer

### Würzburg
Nach dem Suizid eines Iraners in der Gemeinschaftsunterkunft Würzburg, im Januar 2012, kam es zunächst zu mehreren Demonstrationen in der Innenstadt. Diese waren Anlass einer bundesweiten Diskussion über die Unterkunftsbedingungen für Asylbewerber in Deutschland. Politiker wie Claudia Roth von den Grünen oder die Organisation „Karawane“ machte die besonders rigorose bayerische Asylpolitik für den Selbstmord mitverantwortlich. Die Bezirksregierung betonte, der tragische Selbstmord habe nichts mit der Unterbringung zu tun.
Am 19. März 2012 begannen etwa zehn Asylsuchende aus dem Iran einen Hungerstreik im Würzburger Stadtzentrum unter den Titeln „GUStreik“ und „Iranische Flüchtlinge im Hungerstreik“. Dazu wurde ein Dauerprotestcamp aufgebaut, an dem sich auch Aktivisten der Occupy-Bewegung beteiligten. Der Protest war durchgehend von Auseinandersetzungen mit den Behörden über die Zulässigkeit des Protests begleitet. Das rund um die Uhr besetzte Protestcamp konnte aber gegen den Willen der Stadt Würzburg gerichtlich durchgesetzt werden. Auch der Versuch der Stadt, den Hungerstreik zu verbieten, scheiterte. Nachdem einige Hungerstreikende ins Krankenhaus eingeliefert worden waren, fand am 4. April 2012 im Würzburger Rathaus ein Treffen mit verschiedenen Politikern und Behördenvertretern statt. Nach dem ersten Hungerstreik, der rund drei Wochen dauerte, erhielten einige der Flüchtlinge aus humanitären Gründen ungewöhnlich schnell Asyl. Die Protestierenden äußerten die Vermutung, dass der Protest durch die Vergabe von Asyl an bestimmte Personen nach Möglichkeit erstickt werden sollte, um so die öffentliche Aufmerksamkeit zu reduzieren. Dieser Auffassung widersprachen öffentliche Stellen massiv. Das Protestcamp wurde aufrechterhalten.
Da trotz mehrfach wiederaufgenommener Hungerstreiks keine weiteren Reaktionen der Politik kamen, beschlossen im Juni 2012 mehrere Asylbewerber in Würzburg, sich ihren Mund zuzunähen und in den verschärften Hungerstreik zu treten. Die Stadt Würzburg versuchte diesen Protest zu verbieten, scheiterte aber damit sowohl vor dem Verwaltungsgericht Würzburg als auch vor dem Verwaltungsgerichtshof in München. Dieser stellte allerdings fest, dass es nicht zu beanstanden sei, wenn die Stadt Würzburg Personen, die gegen die Residenzpflicht verstoßen, die Teilnahme an einem Protest gegen diese verbiete. Am 7. Juli 2012 entfernten die Protestierenden die Fäden und alle bis auf eine Person setzten den Hungerstreik erneut aus.

### Weitere Städte in Bayern
Im April 2012 wurde eine Petition an den Bayerischen Landtag, im Juni 2012 eine E-Petition an den Bundestag gerichtet.
Aufgrund des Verbots für zahlreiche, residenzpflichtige Asylbewerber, an dem Protest in Würzburg teilzunehmen, weitete sich der Protest insbesondere von Juli bis September 2012 auf vor allem andere bayerische Städte aus. So entstanden ähnliche Protestcamps unter dem Label „Refugee Tent Action“. In vielen anderen deutschen Städten entstanden ebenfalls Protestcamps, allerdings unter anderem Namen, u. a. in Aub, Bamberg, Passau und Regensburg.
Im Mai 2013 kam es zu weiteren Protesten in Bayern durch das Netzwerk „Deutschland Lagerland“, um vor allem auf die Probleme des Asylbewerberleistungsgesetzes zu verweisen. Demonstrationen, Kundgebungen und Konzerte gab es unter anderem in Aschaffenburg, Augsburg, Bamberg, Landshut, München, Passau, Regensburg und Würzburg. Vereinzelt trugen Flüchtlinge weiße Stofffetzen von Bettlaken an ihren Oberarmen, um an den verstorbenen Iraner zu erinnern.

#### München
Vom 1. bis 3. März 2013 fand von den großen Medien weitgehend unbeachtet der „Refugee Struggle Congress“ mit über 300 Teilnehmern statt. Insbesondere sollte die Selbstverwaltung der Geflüchteten gestärkt werden. Geführt wurde der Kongress von einem „Aktionskreis Unabhängiger Non-Citizen Kämpfe“, der aus fünf Iranern bestand. Kritik erntete die Trennung von non-citizens (Menschen ohne Pass oder deutschen Aufenthaltstitel) und citizens (Menschen, die Inhaber eines deutschen Passes oder deutschen Aufenthaltstitels sind). Getrennte Plenarsitzungen der mit diesem theoretischen Konstrukt geschaffenen Gruppen führten, aus verschiedenen Gründen, zu großem Unmut unter den Teilnehmenden.

##### Hungerstreiks in der Bayernkaserne
Bereits im Januar 2012 traten bis zu 50 unbegleitete minderjährige Flüchtlinge in der Bayernkaserne in einen 13-tägigen Hungerstreik.
29 somalische, darunter 25 unbegleitete minderjährige, Flüchtlinge traten Mitte November 2013 in einen 5-tägigen Hungerstreik. Die Hälfte der Streikenden verweigerte neben der Nahrung auch das Wasser. Zwei Jugendliche wurden während der Streikaktion in ein Krankenhaus eingewiesen.

##### Hungerstreik am Münchener Rindermarkt
- 22. Juni 2013 bis 30. Juni 2013: Hungerstreik[43]

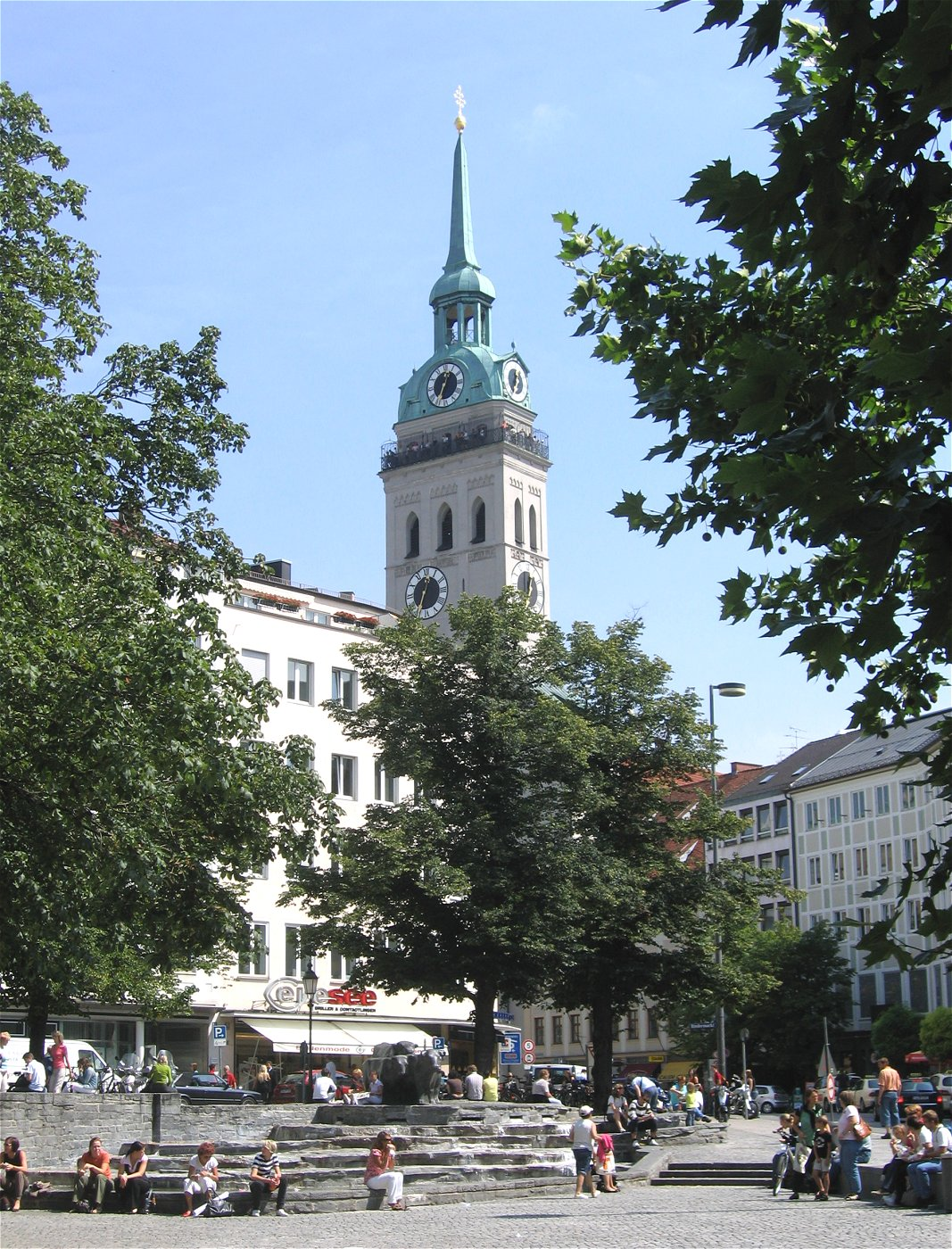
Der Münchener Rindermarkt, neben dem bekannten Viktualienmarkt gelegen, gleich hinter der Kirche St. Peter beim Rathausplatz, mit seinen alten Bäumen, ist dadurch bekannt geworden, dass hier ab Sommer 2012 die Flüchtlingsproteste stattfanden, wobei die Flüchtlinge gezielt ebendiese Bäume ausnutzten, indem sie deren Äste erkletterten.

Am 22. Juni 2013 traten nach einer Demonstration in München zunächst 95 Asylbewerber auf dem Rindermarkt in einen Hungerstreik, um ihre Anerkennung als politisch Verfolgte zu erzwingen. Die Asylbewerber stammen unter anderem aus Nigeria, Äthiopien, Pakistan, Afghanistan und dem Iran. Während des Streiks wurden erneut die englischsprachigen Begriffe non-citizen und citizen verwendet. Citizens durften aufgrund eines Supporter-Codexes nicht an den Plenarsitzungen der Hungerstreikenden teilnehmen.
Nach ergebnislosen Verhandlungen mit den Behörden stellten am 25. Juni 50 Flüchtlinge auch das Trinken ein. Sowohl das Innenministerium als auch das Sozialministerium erklärten, sie seien nicht für die Flüchtlinge zuständig und verwiesen auf das jeweils andere Ministerium. Am 27. Juni 2013 mussten 15 der Asylbewerber nach Zusammenbrüchen in Krankenhäuser aufgenommen werden. In den kommenden Tagen erhöhte sich die Anzahl kollabierter Personen auf 35, zwei Personen mussten wiederbelebt werden. In ihrer letzten Pressemitteilung hatten die streikenden Flüchtlinge mit Hungertod im Stil von Holger Meins und Bobby Sands gedroht. Das Lager wurde am 30. Juni 2013 durch die Polizei geräumt, 44 Asylbewerber kamen in 12 verschiedene Krankenhäuser. Bei der Räumung kam es auch zu Blockaden durch Unterstützer, 12 Personen wurden festgenommen, darunter auch der iranische Sprecher der Flüchtlinge, der sich nicht am Hungerstreik beteiligte und bereits ein Jahr zuvor einen Aufenthaltstitel bekommen hatte. Dieser äußerte sich im Nachhinein, dass sich die deutsche Öffentlichkeit an die Verschärfung des Protests gewöhnen müsse.
Fünf Flüchtlinge erhielten eine längere Behandlung im Krankenhaus, 23 wurden vom Sozialreferat der Stadt in München untergebracht. Flüchtlingsschutz nach der Genfer Flüchtlingskonvention erhielt ein Flüchtling, der sich am Hungerstreik beteiligte, subsidiärer Schutz wurde neun weiteren zugesprochen.
Bei der Mahnwache, welche eine Woche später am Rindermarkt am 11. Juli 2013 stattfand, kam es zu erhöhter Polizeipräsenz. Die Behörden wollten damit nach eigenen Angaben einen weiteren Hungerstreik verhindern.

##### Protestmarsch durch Bayern nach München („Refugee Struggle for Freedom“)
Am 20. August 2013 startete unter dem Slogan Refugee Struggle for Freedom ein zweiwöchiger Protestmarsch durch Bayern, bestehend aus zwei Routen mit München als gemeinsamem Ziel. Auch hier bezeichneten sich die Flüchtlinge in verschiedenen Pressemitteilungen als non-citizens. Route A führte von Würzburg über Münsterschwarzach, Markt Bibart, Neustadt an der Aisch, Cadolzburg, Nürnberg, Roth, Weißenburg, Monheim, Donauwörth, Meitingen, Augsburg, Egenhofen und Dachau nach Feldmoching, während Route B mit Start in Bayreuth nach Zwischenstationen in Creußen, Auerbach, Sulzbach-Rosenbach, Amberg, Schmidmühlen, Teublitz, Regensburg, Schierling, Ergoldsbach, Landshut, Moosburg, Freising und Neufahrn ebenfalls in Feldmoching eintraf. Neben den Auftaktdemonstrationen in Würzburg und Bayreuth fanden im Laufe des Protestmarschs Demonstrationen in Sulzbach-Rosenberg, Nürnberg, Regensburg, Landshut und Augsburg statt. Während des Marsches kam es auf beiden Routen zu Polizeikontrollen, bei denen die Beamten versuchten, die Personalien der Personen im Protestzug aufzunehmen, was diese jedoch verweigerten, so dass einzelne Teilnehmer von der Polizei vorübergehend in Gewahrsam genommen wurden. So wurden in Amberg kurzfristig 19 Teilnehmer wegen des Verstoßes gegen die Residenzpflicht festgenommen. Dabei kam es auf beiden Seiten zu Verletzten. Zuvor waren die Märsche bei Würzburg und Bayreuth von der Polizei gestoppt worden. Nahe Scheinfeld (Kreis Neustadt an der Aisch) wurde ein Teilnehmer auf Verdacht der Verletzung der Residenzpflicht festgenommen. In Freising wurden bei einem Großeinsatz der Polizei elf Flüchtlinge festgenommen, sieben wurden in ein Krankenhaus gebracht. Nach der Vereinigung in Feldmoching erreichte der Marsch am 3. September 2013 München und zog mit in einem Protestzug von 750 Teilnehmern durch die Innenstadt.
Einige Flüchtlinge nahmen an der Demonstration nicht teil, aus Angst von der Polizei wegen eines Residenzpflichtsverstoßes festgenommen zu werden. Nach der Demonstration besetzten etwa 50 Unterstützer und Flüchtlinge das DGB-Haus in München. Einige Flüchtlinge gaben an, sich aufgrund der Polizeiaktionen während des Protestmarschs nicht mehr sicher zu fühlen. Während der Verhandlung mit dem DGB schlugen die Flüchtlinge die Bezahlung von Zimmern in einem Hotel aus, sowie die Möglichkeit der Nutzung eines Omnibusses oder ein Angebot der Vermittlung von Gesprächen mit Politikern. Nach fast zwei Wochen Verhandlungen verließen die Flüchtlinge das Gebäude. Der der DGB-Landesvorsitzende Matthias Jena übte scharfe Kritik an den Wortführern der Flüchtlinge.
Unmittelbar nach dem Protestmarsch erklärte der „Aktionskreis Unabhängiger Non-Citizen Kämpfe“ seine Auflösung, da vier von fünf Mitgliedern, die aus dem Iran stammen, eine Anerkennung als Flüchtlinge erhalten hatten.
Im Jahr 2016 kam es zu einem weiteren Protest am Sendlinger Tor durch eine Gruppe, die sich ebenfalls als Non-Citizens bezeichnete.

#### Nürnberg
- Nürnberg (11. August 2012 bis 8. September 2012)[89] (8. Juli 2013 – ?)[90]

Im Juli 2014 besetzten 70 Flüchtlinge und Unterstützer, die sich zum Teil an einen Zaun gekettet hatten, das Gelände des BAMF in Nürnberg. Sie wurden später von der Polizei vom Platz getragen. Weitere 20 Flüchtlinge traten im Anschluss in einen Hungerstreik, der ebenfalls durch Polizeiaktionen verhindert bzw. beendet wurde.
Im Juli 2015 starteten Flüchtlinge in der Innenstadt von Nürnberg einen Dauerprotest gegen Abschiebung sowie für schnelle Antragsbearbeitung und eine humane Flüchtlingspolitik. Die Flüchtlinge warten in Nürnberg seit mehreren Jahren auf ein Bleiberecht. Mitte September traten sechs Flüchtlinge in einen Hungerstreik, und verschärften diesen durch Verweigerung von Flüssigkeitsaufnahme (trockener Hungerstreik). Nachdem die Frist für die Kundgebung am 24.9. auslief, kurz vor der am Wochenende stattfindenden Verleihung des Nürnberger Menschenrechtspreises und der Nürnberger Friedenstafel, und die Stadt die Fortsetzung der Kundgebung an den Abbruch des Flüssigkeitsfastens knüpfte und ansonsten mit Räumung drohte, brachen die Flüchtlinge ihren Hungerstreik ab. Darauf wurde die Bewilligung bis Montag verlängert, sie mussten aber den Ort für die Friedenstafel räumen.

### Berlin
- Heinrichplatz (4. August 2012 bis 6. Oktober 2012)[96]
- Pariser Platz (24. Oktober 2012 bis 8. Dezember 2012)

#### Marsch nach Berlin
Nach einer Auftaktdemonstration durch die Würzburger Innenstadt begannen am Samstag, dem 8. September 2012, ca. 50 Flüchtlinge aus dem ganzen Bundesgebiet gemeinsam mit Unterstützern einen Protestmarsch zu Fuß von Würzburg nach Berlin. Eine zweite Gruppe machte sich auf einer anderen Route per Bus auf. Am 14. September wurde nach ca. 100 km die Grenze nach Thüringen überschritten.
In Erfurt gab es eine Konfrontation zwischen Teilnehmern des Protestmarschs und einer Gruppe von Neonazis. Die NPD hatte im Vorfeld ihre Ortsverbände entlang der Route zu „kreativem Protest“ und „vielfältigen Aktionen“ gegen den Protestzug aufgerufen. Nach 28 Tagen und fast 600 Kilometern Fußmarsch trafen am 6. Oktober ca. 70 Flüchtlinge und 100 Unterstützer am Oranienplatz in Berlin-Kreuzberg ein und begannen dort ihren Protest in einer eigens dafür errichteten Zeltstadt. Der Protest sollte, laut Angaben der Protestierenden, aufrechterhalten werden, bis Lager- und Residenzpflicht abgeschafft und die bestehende Abschiebepraxis beendet würden.

#### Protestaktionen in Berlin
Am Samstag, den 13. Oktober 2012, kam es in Berlin mit 6000 Teilnehmern zu der bis dahin größten Demonstration für die Rechte von Flüchtlingen und Asylsuchenden in der Bundesrepublik.
Am 15. Oktober 2012 besetzen Flüchtlinge und Aktivisten die Nigerianische Botschaft um gegen sogenannte „Botschaftsanhörungen“ zu protestieren. Bei diesen werden Flüchtlinge, deren Nationalität nicht eindeutig feststellbar ist, auf die Botschaften geladen. Dort werden durch Delegationen aus dem jeweiligen Land die Dialekte der Flüchtlinge analysiert und ihnen gegebenenfalls ein Ausreisevisum ins eigene Land ausgestellt, wodurch die Abschiebung aus Deutschland ermöglicht wird. Die Staatsanwaltschaft Berlin eröffnete drei Verfahren wegen Körperverletzung im Amt gegen Polizisten, die Flüchtlinge geschlagen und getreten haben sollen.
Am 24. Oktober 2012 traten auf dem Pariser Platz vor dem Brandenburger Tor zunächst 25 Flüchtlinge in den Hungerstreik.
Zuvor hatte die Polizei am Vormittag bereits eine Solidaritätskundgebung am Rande der Eröffnungsveranstaltung des Denkmals für die im Nationalsozialismus ermordeten Sinti und Roma im Tiergarten unterbunden.
Am 30. Oktober 2012 gab es eine Twitter-Kampagne und ein Live-Streaming von den Polizeieinsätzen in Berlin, die in widersprüchlicher Art – je nach Einsatzleiter – Decken und Sitzgelegenheiten, auch Rollstühle, zuließen oder deren Entfernung verlangten, oder medizinische Behandlung an Liegenden untersagten.
Solidaritäts-Mahnwachen in Hamburg und München richteten sich gegen die geringe Medien- und Politikresonanz im Land.
Am 31. Oktober 2012 sagte der Bezirksbürgermeister Hanke (SPD), Bezirk Mitte, den Flüchtlingen die Nutzung von Wärmebussen zu, kündigte ein Gespräch mit der Bundesregierung an und versprach, sich dafür einsetzten, dass weniger Polizisten am Pariser Platz eingesetzt würden. Nach einem Gespräch mit Maria Böhmer, der damaligen Integrationsbeauftragten der Bundesregierung (CDU), nahmen die Flüchtlinge ihren Hungerstreik wieder auf, da sie sich von der Politik nicht ernst genommen und getäuscht fühlten. sahen.
Am 28. November 2012 attackierten iranische Flüchtlinge die Iranische Botschaft, rissen die Flagge herunter und bewarfen das Gebäude mit grüner Farbe. Der iranische Außenminister Ali Akbar Salehi forderte daraufhin von Bundesaußenminister Guido Westerwelle eine harte Bestrafung der Oppositionellen.
Am 1. Dezember wurden die Wärmebusse am Pariser Platz von der Polizei entfernt und funktionsuntüchtig gemacht. Am 2. Dezember 2012 brachen die Flüchtlinge ihren zweiten Hungerstreik nach ca. zehn Tagen ab.
Am 12. September 2014 besetzten fast hundert Flüchtlinge die St.-Thomas-Kirche am Kreuzberger Mariannenplatz. Vier Tage später verließen die Flüchtlinge das Gebäude und bekamen von der evangelischen Kirche für vier Wochen Ersatzquartiere zugesichert.
Am 25. September besetzten 20 Flüchtlinge für mehrere Tage das DGB-Haus in der Schöneberger Keithstraße. Eine Woche später ließ der DGB das Haus von der Polizei räumen und erstattete Anzeige.

#### „Refugee Tribunal against Germany“
Vom 13. bis zum 16. Juni 2013 fand auf dem Mariannenplatz im Kreuzberg das von Aktivisten der „Karawane für die Rechte der Flüchtlinge und MigrantInnen“ und von „The Voice Refugee Forum Germany“ organisierte „Refugee Tribunal against Germany“ statt. Insgesamt nahmen über die drei Tage mehrere tausend Personen an der Veranstaltung teil, darunter fünfhundert Flüchtlinge aus ganz Deutschland. Thematisiert wurden unter anderem aktuelle Probleme der Flüchtlinge in Deutschland, aber auch die Zusammenhänge zwischen historischem und aktuellen Kolonialismus in den Herkunftsstaaten. Teilweise wurden die Flüchtlinge bei der Anreise von der Polizei behindert, weil diese laut Polizei „wegen Windpocken in der Zentralen Anlaufstelle für Flüchtlinge in Halberstadt“ der Quarantäne unterlagen.

#### Oranienplatz
- Oranienplatz (6. Oktober 2012 bis 8. April 2014)

Am 23. März 2013 zogen über Tausend Demonstranten unter dem Motto „Refugees’ Revolution“ in einem Demonstrationszug vom Oranienplatz in die Berliner Innenstadt, um an Jahrestag des Beginns des Protestes zu erinnern.
Das Flüchtlingslager am Oranienplatz geriet im Juli 2013 in die Schlagzeilen, als die Polizei gegen Asylbewerber Ermittlungen wegen Vergewaltigung aufnahm. Zuvor war es seitens der Asylbewerber zu Belästigungen und sexistischen Anfeindungen gegenüber Unterstützerinnen gekommen. Die Vorwürfe haben sich bis jetzt nicht erweisen lassen. bz-berlin.de
Am 10. Oktober 2013 stürmten 20 Flüchtlinge in das Foyer der Vertretung der EU-Kommission in Mitte/Unter den Linden. Die Aktion geschah vor allem als Protest gegen die Katastrophe vor Lampedusa, welche sich einige Tage zuvor ereignet hatte. Über 300 Flüchtlinge waren dabei gestorben.
Für den Winter 2013/14 haben Bezirkspolitiker sich mit den Flüchtlingen geeinigt, dass die Flüchtlinge in ein Gebäude ziehen. Eine Informationsstelle soll jedoch am Oranienplatz bestehen bleiben. Durch den katholischen Verband wurde das ehemalige Seniorenheim „Zum Guten Hirten“ in Berlin-Wedding zur Verfügung gestellt.
Am 15. Oktober 2013 protestierten Unterstützergruppen abermals vor der Botschaft Nigerias, um an die Besetzung der nigerianischen Botschaft ein Jahr zuvor zu erinnern.
Am 13. März 2014 protestierten 60 Menschen vor der Botschaft von Mali. 20 Demonstrierende gelangten in den Eingangsbereich und forderten ein Gespräch mit der Botschafterin, 3 Menschen wurden vorläufig festgenommen. Der Protest richtete sich gegen ein Abkommen von Deutschland und Mali.
Anfang Juli 2014 besetzten Flüchtlinge die Aussichtsebene des Berliner Fernsehturms. An der Besetzung des Fernsehturms, die von der Polizei geräumt wurde, beteiligten sich 47 Flüchtlinge.
Am 24. November 2013 kam es zu Auseinandersetzungen um das Camp am Oranienplatz. Nachdem 80 Flüchtlinge in der Caritas Unterkunft aufgenommen waren, verblieben noch ca. 20 weitere Flüchtlinge in den Zelten. Daraufhin bat Bürgermeisterin Monika Herrmann (Bündnis 90/Die Grünen) den Technischen Dienst der Polizei um Amtshilfe. Diese entschied jedoch am Nachmittag desselben Tages die Zelte stehen zu lassen, da noch Menschen drinnen wohnen würden. Am Abend demonstrierten 600 Menschen gegen eine geplante Räumung am Oranienplatz. Dabei wurden, Polizeiangaben nach, 31 Beamte verletzt und fünf Personen festgenommen. Innensenator Frank Henkel (CDU) stellte daraufhin ein Ultimatum für eine Räumung des Platzes. Das Bezirksparlament lehnte jedoch eine Räumung des Camps ab.
Im April 2014 einigte sich die Berliner Bezirksregierung mit einigen Flüchtlingen auf dem Oranienplatz das Camp freiwillig zu räumen. Einige der Flüchtlinge beteiligten sich im Anschluss am Abriss des Camps. Dabei kam es zu einem Streit mit anderen Flüchtlingen, die nicht einverstanden waren mit dem Angebot. 3 Aktivisten besetzten daraufhin einen Baum am Oranienplatz. Eine Aktivistin beendete den Protest erst 4 Tage später, nachdem vom Senat zugesichert worden war, das Infozelt wieder aufbauen zu dürfen. Einige Flüchtlinge richteten eine Dauermahnwache ein.

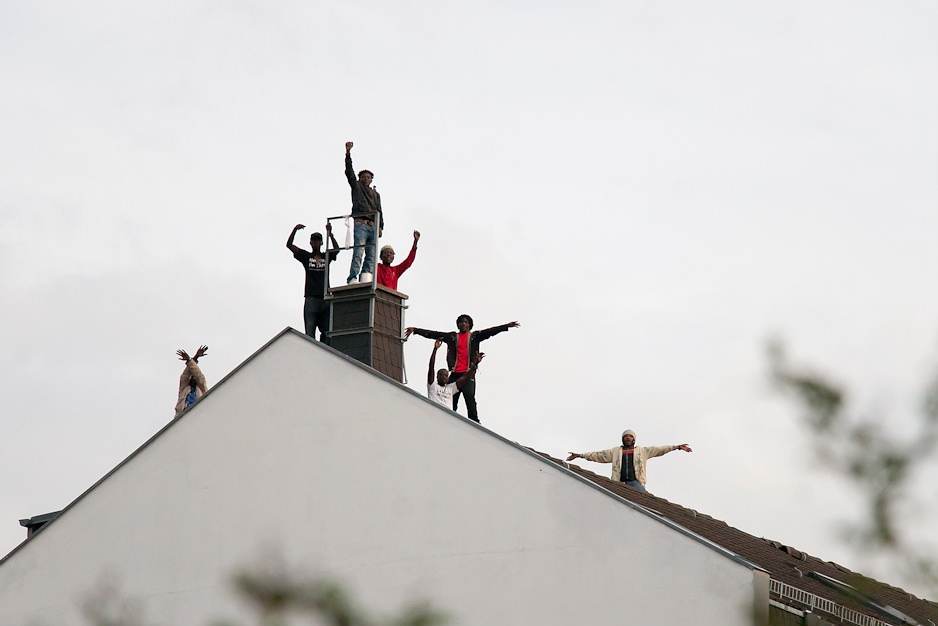
Flüchtlinge auf dem Dach des Hostels in Friedrichshain

Am 25. August 2014 sprach der Senat 108 Flüchtlingen das Aufenthaltsrecht in Berlin ab. Sie mussten daraufhin ihre Unterkünfte in Friedrichshain, Marienfelde, Spandau und Neukölln verlassen und verloren ihre finanziellen Zuwendungen. Am Abend desselben Tages verhinderte die Polizei eine erneute Besetzung des Oranienplatzes. Neun Flüchtlinge weigerten sich ihre Unterkunft in der Friedrichshainer Gürtelstraße zu verlassen und besetzten deren Dach. Am 3. September 2014 mussten erneut mehr als 30 Asylsuchende ihre Unterkünfte verlassen. Ein Bündnis „Zwangsräumung verhindern“ besetzte am 1. September kurzfristig das Foyer der Senatsverwaltung für Arbeit und Integration. Nach 13 Tagen wurde die Besetzung in der Gürtelstraße beendet.

#### Gerhart-Hauptmann-Schule
- Ehemalige Gerhart-Hauptmann-Schule – Hausbesetzung (8. Dezember 2012 bis 2. Juli 2014)[150]

Am 8. Dezember 2012 besetzten Flüchtlinge und Aktivisten gemeinsam mit einer Gruppe von Gentrifizierungsgegnern die ehemalige Gerhart-Hauptmann-Schule in der Ohlauer Straße in Kreuzberg. Das Camp am Pariser Platz wurde gleichzeitig beendet. Im September 2013 wohnten bis zu 200 Flüchtlinge in der alten Schule.
Im Juni 2014 zogen ein Großteil der Flüchtlinge aus der besetzten Schule aus. Am 2. Juli unterschrieben die etwa 40 verbleibenden Flüchtlinge eine Vereinbarung, die ihnen ermöglicht, einen Teil des Gebäudes legal zu bewohnen.

#### Pariser Platz
Am 9. Oktober 2013 traten 23 Flüchtlinge, die sich selbst mit einem englischen Ausdruck nicht als Flüchtlinge, sondern als non-citizens bezeichneten, auf dem Pariser Platz in den Hungerstreik. Bereits am zweiten Tag mussten drei von ihnen ins Krankenhaus gebracht werden. Am dritten Tag wurde ein vierter Flüchtling dorthin eingeliefert. Am darauffolgenden Sonntag stieg die Zahl der Streikenden nach Angaben eines Sprechers auf 31 Menschen. 28 traten am Montag, dem 14. Oktober 2013 ebenfalls in einen Durststreik. Kurz nach der Ankündigung dieses sog. „trockenen Streiks“ kollabierte ein weiterer Asylbewerber. Tags darauf mussten erneut vier von ihnen medizinisch versorgt werden. Am Abend hatte sich deren Zahl auf sieben erhöht. Am nächsten Tag mussten vier weitere Streikende ins Krankenhaus. Am Tag darauf gab ein Feuerwehrsprecher bekannt, dass – seit Anfang der Protestaktion – mehr als 30 Personen medizinisch behandelt werden mussten. Am 17. Oktober 2013 stoppte die Polizei bei Würzburg einen Bus, mit dem 35 Asylbewerber nach Berlin fahren wollten, der Sicherheitsdienst hatte die Polizei verständigt. Die Flüchtlinge aus Würzburg, Aschaffenburg und Münnerstadt wollten ebenfalls zum Brandenburger Tor. Am 18. Oktober 2013 wurden weitere Flüchtlinge in Kliniken eingeliefert. Nach der Behandlung nahmen sie erneut am Streik teil. Ein Sprecher der Polizei erklärte, den Streik nicht räumen zu wollen, einen öffentlichen Gruppensuizid werde sie jedoch nicht zulassen. Die Innensenatorin von Berlin, Dilek Kolat (SPD), sprach noch am gleichen Tag selbst mit den Flüchtlingen. Sie sagte, dass die geforderte pauschale Anerkennung von Asylanträgen aus rechtlichen Gründen nicht möglich sei und warnte die Streikenden vor falschen Hoffnungen. Ein Sprecher der Feuerwehr schloss mögliche Tote während des Streiks nicht aus. Zudem gab es Gespräche mit dem Vizepräsidenten des Bundesamts für Migration und Flüchtlinge. Die Flüchtlinge hatten angeboten, ihren Durststreik zu beenden, wenn die Bundeskanzlerin Angela Merkel, der Bundespräsident Joachim Gauck, oder der damalige Bundesinnenminister Hans-Peter Friedrich mit ihnen reden würden.
Am Samstag, dem 19. Oktober 2013 brachen die mehr als 20 verbliebenen Flüchtlinge ihren Hungerstreik ab, nach eigenen Angaben wollen sie ihn Mitte Januar 2014 wieder aufnehmen, wenn die Politik keine Änderungen in der Asylgesetzgebung beschließe. Ein Flüchtling kam anschließend ins Krankenhaus. Während des gesamten Streiks mussten fast 40 Einsätze durch den Rettungsdienst gefahren werden.
Einige Flüchtlinge wurden in der evangelischen Kirchengemeinde Heilig-Kreuz untergebracht, in der auch die letzte Pressekonferenz stattfand. Bis Ende Januar können die Flüchtlinge in Wohnungen der evangelischen Kirche unterkommen, die der Aachener Wohnungs- und Siedlungsgesellschaft gehören.

### Hamburg

#### Flüchtlingsfrauenkonferenz
Im April 2013 fand in Hamburg die erste „Flüchtlingsfrauenkonferenz“ statt. Diese wendete sich explizit an geflüchtete Frauen, da diese im Kampf um ihre Rechte in der Flüchtlingsbewegung unterrepräsentiert seien.

#### „Lampedusa in Hamburg“
Seit Mai 2013 fordern 300 Flüchtlinge mit dem Protest Lampedusa in Hamburg ein dauerhaftes Bleiberecht. Im Laufe der Zeit solidarisierten sich mit ihnen Anwohner des Stadtteils St. Pauli, sowie Mitglieder von Kirchenverbänden, Künstler, Fußballfans, Parteimitglieder verschiedener Parteien, sowie verschiedene Gruppen der linken Szene. Im Oktober kam es zu beinahe täglichen Großdemonstrationen mit bis zu 15.000 Teilnehmern.

### Hannover
- 24. Mai 2014 – April 2016[182]

Am 17. Dezember 2013 trat der Libanese Hussein Charara im Hungerstreik und protestierte damit gegen die, seiner Meinung nach, respektlose Behandlung von Asylbewerbern durch die Behörden. Kurz darauf versuchten Neonazis den Mann und seine Unterstützer zu attackieren.
Am 24. Mai 2014 besetzten 40–50 sudanesische Flüchtlinge den Weißekreuzplatz in Hannover. Wegen einer Abschiebung traten, im Juni 2014, 29 der Flüchtlinge in einen Hungerstreik.
Im Februar 2016 gab es eine Konferenz in Hamburg. In Hamburg besetzten über hundert Frauen das Podium und machten darauf aufmerksam, dass Frauen auf der Konferenz völlig unterrepräsentiert seien. Zusätzlich wurde das Verhalten der Unterstützer kritisiert, die sich zu oft hinter den Flüchtlingen verstecken würden, um damit den Anschein einer „selbst organisierten“ Konferenz zu geben.

### Stuttgart
- (16. Juli 2013 – ?)[187]

15 Flüchtlinge traten Ende Juli 2013 in Stuttgart in einen Hungerstreik, um gegen Essenspakete und Residenzpflicht zu demonstrieren. Nachdem das Integrationsministerium nach 5 Tagen Streik Verhandlungsbereitschaft signalisiert hatte, unterbrachen die Protestierenden den Hungerstreik.

### Bitterfeld
Nach einer Demonstration am 1. August 2013 wurde in Bitterfeld ein Protestcamp errichtet. Hauptsächlich demonstrierten dort Flüchtlinge aus Friedersdorf. Sie forderten eine Verbesserung der Zustände in den Gemeinschaftsunterkünften, eine dezentrale Unterbringung in Wohnungen und Abschaffung der Residenzpflicht. Am 7. August 2013 traten einige von ihnen in den Hungerstreik. Das Camp ist bis 29. August von den Behörden erlaubt worden. Die Regierung reagierte mit dezentralen Unterbringungen für Flüchtlinge ab Anfang September 2013.

### Eisenberg
Ende Juli 2013 traten 40 bis 100 Flüchtlinge in der Thüringer Landesaufnahmestelle Eisenberg in einen Streik. Die Vorwürfe lauteten: mangelhafte medizinischen Versorgung, sexuelle Belästigung von Seiten des Wachpersonals, Verspätung der Auszahlungen und fehlende Hygiene.

### Eisenhüttenstadt
Nach dem Suizid eines Flüchtlings aus dem Tschad im Abschiebegefängnis Eisenhüttenstadt hatten vier Flüchtlinge kein Essen mehr zu sich genommen. Zwei davon hatten ebenso das Trinken verweigert. Alle Flüchtlinge wurden nach ein paar Tagen ins Krankenhaus gebracht. Ein Flüchtling aus Georgien wurde direkt nach der Entlassung aus dem Krankenhaus abgeschoben. Einige Tage später kam es im Zuge einer ang Demonstration der rechtsextremen NPD zu gewalttätigen Übergriffen. Die Demonstration wurde von der Polizei aufgelöst. In der benachbarten Zentralen Aufnahmestelle wurde zudem ein Flüchtlingsehepaar von Islamisten wegen „unsittlichen Verhaltens“ angegriffen. Im Oktober 2013 stellte der Berliner Rechtsanwalt Volker Gerloff vergeblich Anzeige wegen Rechtsbeugung, Volksverhetzung und Beleidigung gegen die Richterin Heidemarie Petzoldt am Amtsgericht Eisenhüttenstadt. Die Anzeige hatte für die Amtsrichterin jedoch keine Konsequenzen; die eingeleiteten Ermittlungen wurden bereits nach wenigen Tagen bzw. noch im Laufe des Jahres 2013 durch die Staatsanwaltschaft Frankfurt (Oder) eingestellt. Anfang November 2013 gab es erneut einen Hungerstreik von vier Georgiern.

### Freiberg/Sachsen
Anfang Januar 2014 trat der 52-jährige iranische Asylbewerber Ali Assadi in Freiberg in den Hungerstreik.

### Weitere deutsche Städte
- Düsseldorf (16. Juli 2012 bis 3. September 2012)[211]
- Frankfurt am Main – Protestzelt des Bündnis Flüchtlingsstreik Hessen (20. Oktober 2012–?)
- Osnabrück (11. – 13. Juli 2012)[212]
- Schwäbisch Gmünd (30. September 2012 bis zum 5. Oktober 2012)[213]

### „Refugees’ Revolution“-Bustour
Vom 26. Februar bis zum 20. März 2013 besuchten Flüchtlinge in einer Bustour unter dem Motto „Refugees’ Revolution Bustour“ 22 Städte in Deutschland. Ziel war es insbesondere Kontakte zu den Flüchtlingen in den Gemeinschaftsunterkünften zu knüpfen und vor Ort für die Forderungen zu protestieren. In Nördlingen blockierten Aktivisten am 8. März 2013 das Rathaus. Am 11. März wurden in Köln drei Flüchtlinge von der Polizei verletzt und 19 vorläufig festgenommen, weil sie in der örtlichen Gemeinschaftsunterkunft Flyer verteilt hatten. Am 8. März in Karlsruhe wollte der private Sicherheitsdienst den Protestierenden den Zutritt zu der Gemeinschaftsunterkunft verwehren. Nachdem die Flüchtlinge dennoch in dem Gebäude protestierten gab es Festnahmen und Verletzte durch die Polizei. Außerdem musste eine Strafe wegen Verletzung der Residenzpflicht gezahlt werden. Auch in Hamburg gab es eine Kontrolle der Polizei.
Auch im Jahr 2015 fand eine Bustour statt, um den Protest innerhalb Deutschlands zu vernetzen. Dabei wurde in Garmisch eine Person festgenommen und mehrere geflüchtete Menschen mussten Bußgeld wegen Verstoßes gegen die Residenzpflicht zahlen.

## Reaktionen der Politik
Ein von den Protestierenden erbetenes Gespräch mit der zuständigen bayerischen Sozialministerin Christine Haderthauer kam nicht zustande, eine Diskussionsrunde („Runder Tisch“) am 4. April fand ohne sie statt. Wegen ihres Verhaltens wurde sie von verschiedenen Seiten kritisiert und zum Handeln aufgefordert.
Zur Unterstützung des Hungerstreiks versteigerte der Berliner Piratenabgeordnete Fabio Reinhardt in einer als „Hosengate“ bekanntgewordenen Aktion eine Hose im Internet.
Am 27. September 2012 wurde die durch 1300 Personen unterzeichnete Petition der Flüchtlinge an den Bayerischen Landtag im Sozialausschuss behandelt. CSU, FDP und Freie Wähler stimmten dabei mehrheitlich für eine grundsätzliche Überprüfung des Asylrechts durch die Staatsregierung. Die Presse wertete das Abweichen der CSU-Sozialpolitiker von der bisherigen harten Linie gegenüber Asylbewerbern als „kleine Revolution“.
Als Reaktion auf den am 24. Oktober 2012 vor dem Brandenburger Tor begonnenen Hungerstreik beantragten am 25. Oktober die Fraktionen der Linken, der Grünen und der Piraten im Berliner Abgeordnetenhaus in einer Dringlichkeitssitzung, dass sich das Land Berlin einer Bundesratsinitiative zur Abschaffung des Asylbewerberleistungsgesetzes anschließen solle. Getragen wurde die Initiative zu diesem Zeitpunkt bereits von Brandenburg, Bremen, Rheinland-Pfalz und Schleswig-Holstein.
Im November 2012 lockerte das Land Hessen die Residenzpflicht. Die Bewegungsfreiheit dort lebender Flüchtlinge ist seitdem nicht mehr auf den Regierungsbezirk, sondern nur noch auf das Bundesland beschränkt. Die Länder Mecklenburg-Vorpommern, Brandenburg, Sachsen-Anhalt, Schleswig-Holstein, Niedersachsen, Nordrhein-Westfalen und Baden-Württemberg hatten schon vorher von dieser Möglichkeit Gebrauch gemacht, die seit einer Änderung des Asylverfahrensgesetzes (heutige Bezeichnung: Asylgesetz) im Jahre 2011 besteht.
Im März 2013 kündigte die Bayerische Regierung an, künftig im Rahmen eines Modellprojekts allen Asylbewerbern unabhängig von ihrem Aufenthaltsstatus die Teilnahme an Deutschkursen zu ermöglichen, und im Juli 2013 verkündete sie den Start des Projekts.
Am 30. Juli 2013 beschloss die Bayerische Regierung den Satz, wonach die Unterbringung in Flüchtlingslagern die Bereitschaft zur Rückkehr in das Heimatland fördern aus der bayerischen Asyldurchführungsverordnung zu streichen (§ 7 Abs. 5 DV Asyl). Zudem hätten Kommunen nun mehr Entscheidungsfreiheit bei der Gebühr für eine Verlassenserlaubnis oder der Flexibilisierung des Sachleistungsprinzips. Der Bayerische Flüchtlingsrat nannte die beschlossenen Änderungen „eine Farce“.
Am 30. Oktober 2013 gab die neu ins Amt berufene bayerische Sozialministerin Emilia Müller bekannt, dass sie die Essenspakete für Bayern abschaffen will und stattdessen Geldleistungen zahlen möchte.

## Anliegen der Proteste
In einer Petition an den Deutschen Bundestag führten die ersten Protestierenden die folgenden Ziele ihres Protests an:
1. Die Abschaffung des Systems der Gemeinschaftsunterkünfte.
2. Die Abschaffung der Residenzpflicht.
3. Die Abschaffung der Praxis der Zuteilung von Essenspaketen.
4. Die Einführung eines Anspruchs für jeden Asylbewerber auf einen Anwalt und einen zertifizierten Dolmetscher, die ihn von Beginn an in allen Stadien des Asylverfahrens unterstützen.
5. Die drastische Verkürzung der Dauer der Antragsbearbeitung durch das Bundesamt für Migration und Flüchtlinge.
6. Die Einführung eines Anspruchs für alle Asylbewerber auf professionelle Deutschkurse ab dem ersten Tag.
7. Die Möglichkeit, den eigenen Lebensunterhalt durch Arbeit zu sichern.
8. Die Vereinfachung und Verkürzung des Verfahrens um eine Studienerlaubnis zu erhalten.
9. Die Vereinfachung der Möglichkeit der Familienzusammenführung (sowohl aus dem Ausland als auch im Inland).

Im weiteren Verlauf der Proteste wurden immer wieder Forderungen erhoben, die sich auf einzelne Fälle bezogen. Insgesamt wurden die Forderungen grundsätzlicher. Kritisiert wurden das Grenzregime Deutschlands, der EU bzw. des Schengen-Raums als Ganzes und die damit verbundenen Einschränkungen von Bewegungsfreiheit und Aufenthalt. Besonders erbittert wurde um ein gruppenbezogenes Bleiberecht im Sinne des § 23 Abs. 1 des Aufenthaltsgesetzes gerungen.
Der Übergang zu Forderungen nach einem Bleiberecht für alle sowie der rechtlichen Gleichstellung Geflüchteter mit Deutschen war dabei fließend. Die Bezeichnung des Flüchtlingsmarsches durch München am 22. Juni 2013 als „‚No Border, No Nation‘ Non-Citizen Demonstration“ zeigt, dass die Protestierenden zu diesem Zeitpunkt bereits mit dem No Border Netzwerk vernetzt waren. In einer „Ersten Erklärung“ forderten in München „Non Citizens“ Bürgerrechte für alle in Deutschland: „Es ist unser Recht, zu Citizens zu werden, auch wenn die deutsche Regierung und die Bürger_innen denken, wir seien es nicht Wert. Wir sagen: Wir sind es!“
Dem Eindruck, die Dynamik der Forderungen von „Non Citizens“ sei vor allem auf die Vernetzung der Protestierenden mit europäischen Linken zurückzuführen, widerspricht Bahareh Sharifi: „Diese höchst politische Bewegung kam aber nicht von ungefähr. Es sind die direkten Nachwehen der Grünen Bewegung im Iran und des sogenannten Arabischen Frühlings, die sich in Folge auch nicht der deutschen Ausformung des europäischen Grenzregimes unterwerfen wollen.“ Insbesondere viele Flüchtlinge aus dem Iran hatten bereits vor ihrer Flucht einen anarchistisch-kommunistischen Hintergrund.

### Protest gegen Residenzpflicht
Einer der Hauptkritikpunkte des Protests an der deutschen Asylpolitik ist die Residenzpflicht, welche es Asylsuchenden verbietet, ein bestimmtes Gebiet (in der Regel der ihnen zugewiesene Landkreis) zu verlassen. Da es sich um einen bundesweiten Protest handelt, hat diese Beschränkung der Bewegungsfreiheit der Protestierenden auch Einfluss auf die Möglichkeiten der Durchführung des Protests. Ein Hauptgrund für die bereits erwähnte Gründung von Protestcamps in anderen Städten war, dass es vielen der dort Protestierenden durch die Residenzpflicht untersagt war, an den Protesten in Würzburg teilzunehmen. Daneben kam es immer wieder zu bewussten Überschreitungen der Residenzpflicht, die zum Teil mit Geldstrafen geahndet wurden. Ein Flüchtling wurde durch die Polizei von Würzburg nach Düsseldorf verbracht.
Insbesondere bei ihrem Protestmarsch nach Berlin setzten sich die Flüchtlinge in einem Akt des zivilen Ungehorsams über die Residenzpflicht hinweg, um gegen diese zu protestieren. Im Vorfeld geäußerte Befürchtungen, die Behörden könnten versuchen, den Demonstrationsmarsch zu unterdrücken, bestätigten sich nicht. In der ersten Woche wurde der Protestmarsch zwar von der Polizei beobachtet, zu Verhaftungen kam es aber nicht. Nach Aussagen von Polizeibeamten sei der Marsch „politisch abgesegnet“.

### Protest gegen Versammlungsrecht
Bei der „refugeetentaction“ handelt es sich um eine besondere Form des Dauerprotestes in Zelten bzw. Pavillons. In mehreren Fällen traten protestierende Flüchtlinge dabei auch für mehrere Wochen in einen Hungerstreik, teilweise mit zugenähten Lippen. Diese Protestform wurde zunächst von den Behörden verboten, weil sie vom Versammlungsrecht nicht gedeckt sei. Die Protestform konnte aber im Großen und Ganzen immer wieder gerichtlich durchgesetzt werden.
In Würzburg war zunächst, vor Beginn des ersten Protestcamps, die Form des Hungerstreiks und der Dauerkundgebung verboten worden. Diese Verbote wurden aber vom Verwaltungsgericht Würzburg aufgehoben.
Am 12. April 2012 hob der VGH München das Verbot der Aufstellung eines der beiden Pavillons und das von der Stadt ausgesprochene Nächtigungsverbot auf:

„Es erscheint dem Senat durchaus nachvollziehbar, dass eine andauernde Präsenz der Versammlungsteilnehmer‚ rund um die Uhr, an zentralen Orten (Behörden- oder Verwaltungsstandorten) für ihr Anliegen als Asylantragsteller erforderlich ist. Wird aber über einen längeren Zeitraum durchgehend auch nachts demonstriert, zieht dies zwangsläufig das Bedürfnis nach einem zeitweiligen Ausruhen oder auch Schlafen der einzelnen Demonstrationsteilnehmer nach sich, so dass auch derartige ‚Ruhepausen‘ von Art. 8 GG geschützt werden, um eine effektive Kundgabe des Anliegens der Versammlungsteilnehmer zu gewährleisten. Schließt das Nächtigungsverbot in der Beschränkung Nr. 1.19 aber auch das Schlafen z. B. in Schlafsäcken in den errichteten Pavillons vollständig aus – wie das Verwaltungsgericht und auch die Antragsgegnerin dies sehen – liegt darin ein Eingriff in die verfassungsrechtlich geschützte Versammlungsfreiheit, der bei Abwägung der widerstreitenden Interessen wohl nicht mehr dem Grundsatz der Verhältnismäßigkeit entspricht.“

Hinsichtlich der zwei Pavillons von jeweils ca. 9 Quadratmetern war der Gerichtshof der Auffassung, dass der Schutz der Versammlungsfreiheit die straßen- und wegerechtlichen oder ordnungsrechtlichen Belangen der Stadt Würzburg überwiegt. Wegen der beiden bereits zugestandenen Pavillons wurde das darüber hinaus beabsichtigte Mannschaftszelt vom VGH aber nicht zugelassen. Die von der Stadt Würzburg geforderte Verlegung des Protests aus der Stadtmitte an den Stadtrand war schon von dem Verwaltungsgericht Würzburg als rechtswidrig aufgehoben worden.
Am 2. Juli 2012 hob der VGH München zahlreiche weitere von der Stadt Würzburg ausgesprochene Verbote auf. Zugelassen wurden zwei Pavillons (3 × 3 m), drei Betten mit Matratzen und Decken/Schlafsäcken, sechs Stühle und zwei Tische. Der Gerichtshof wies in seiner Entscheidung darauf hin, dass die beabsichtigte lange andauernde stationäre Versammlung ohne diese Gegenstände praktisch nicht durchführbar sei.
Auch die Aufhebung des Verbots des verschärften Hungerstreiks mit zugenähten Mündern durch das VG Würzburg wurde vom VGH München bestätigt.
Für das Protestcamp in Düsseldorf stellte das Oberverwaltungsgericht Münster am 13. Juli fest, dass entgegen dem Verbot der Versammlungsbehörde ein Zelt mit einer Größe von 9 Quadratmeter und zwei Betten mit jeweils einer Matratze und einem Schlafsack oder einer vergleichbaren Zudecke genutzt werden durften.
Zum Camp in Berlin am Pariser Platz waren 2012 verschiedene Klagen anhängig. Die Senatsgesundheitsverwaltung hatte zudem einen „Hygiene-Check“ gefordert.

## Unterstützer
Zu den Unterstützern des Protests gehören Pro Asyl, die Landesflüchtlingsverbände sowie die Evangelische Kirche in Mitteldeutschland (EKM), Parteien wie Bündnis 90/Die Grünen, Die Linke, die Piratenpartei, No-Border-Aktivisten und autonome Gruppen.

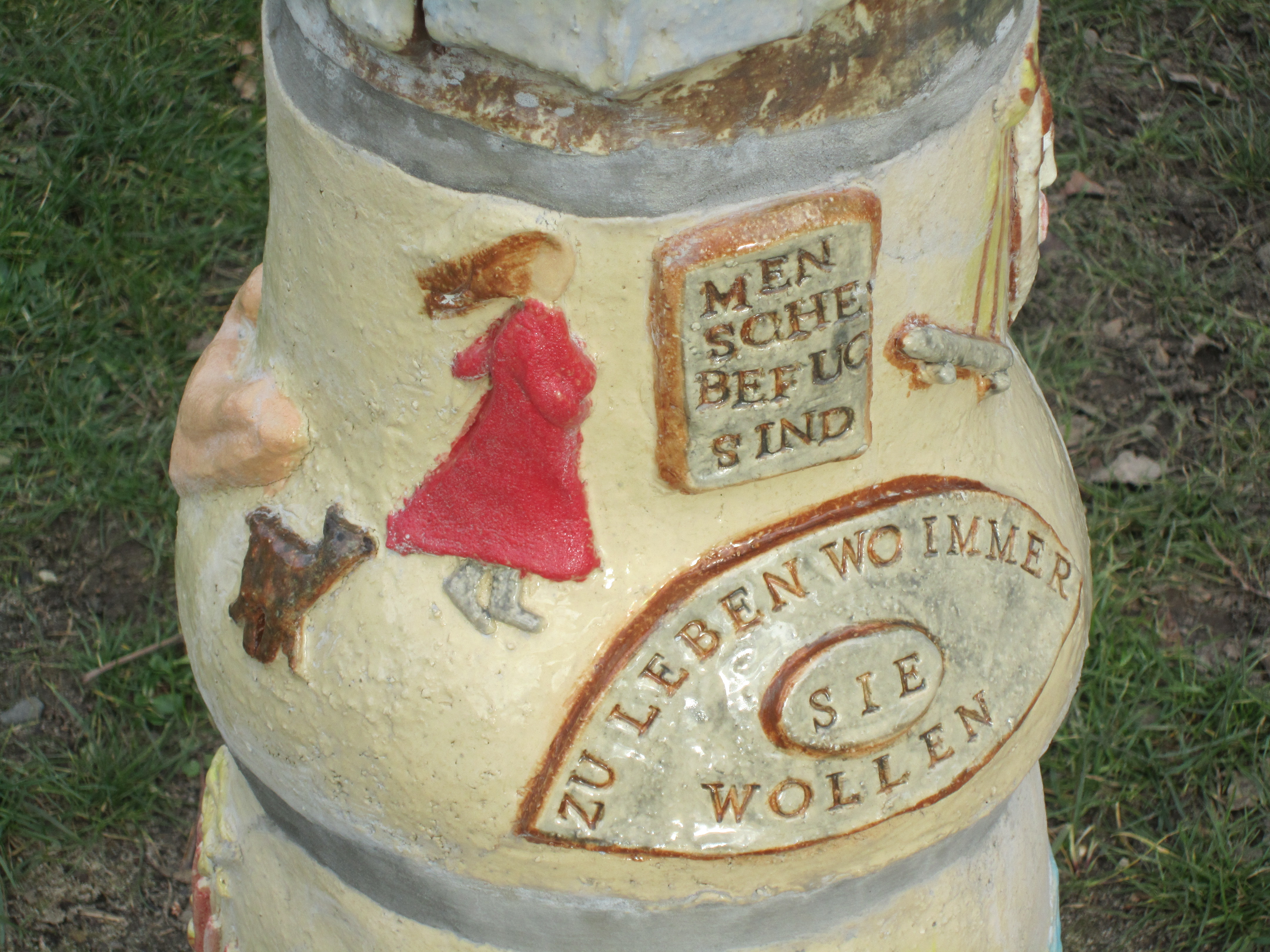
Inschrift an der Willkommenssäule bei einem Flüchtlingswohnheim in Bremen-Osterholz: „Menschen befugt sind zu leben wo immer sie wollen“

Die Landesmitgliederversammlung Berlin der Grünen Jugend formulierte in einem Beschluss im November 2012, dass der Gedanke, „dass nur bestimmte Menschen in Deutschland leben dürfen“, Ausdruck von Rassismus sei.
In einem Gesetzesentwurf kritisierten am 1. Dezember 2015 elf Bundestagsabgeordnete der Linken sowie die Fraktion der Linken als Ganze, dass das Grundrecht auf Freizügigkeit nach Art. 11 GG „als Deutschen-Grundrecht[…] ausgestaltet“ sei, obwohl Freizügigkeit in Art. 13 der UN-Menschenrechtscharta wie auch in Art. 2 der Europäischen Menschenrechtskonvention, in Art. 12 des UN-Zivilpaktes und im UN-Sozialpakt als Menschenrecht bezeichnet werde. „Das wird weder dem verfassungsrechtlichen Gebot des Artikels 3 Absatz 1 GG, nachdem [sic!] alle Menschen vor dem Gesetz gleich sind, gerecht, noch dem Diskriminierungsverbot aus Artikel 3 Absatz 3 GG, der unter anderem bestimmt, dass niemand wegen seiner Abstammung, Heimat und Herkunft benachteiligt oder bevorzugt werden darf.“ Daraus leiten die Linken den Antrag ab: „In den Artikeln 8, 9, 11 und 12 des Grundgesetzes wird die Formulierung ‚Alle Deutschen‘ durch die Formulierung ‚Alle Menschen‘ ersetzt.“ Bei Annahme dieses Entwurfs wäre ein „Bleiberecht für alle“ beschlossen worden. Ein ausdrücklicher Bezug zu den Flüchtlingsprotesten wird in dem Gesetzesentwurf durch die Bemerkung hergestellt: „Mit der Ausweitung des Art. 11 Abs. 1 GG auf alle Menschen wäre die Residenzpflicht per Grundgesetz eindeutig verboten und § 56 AsylVfG nicht mehr haltbar.“

## Kritik an den Aktionen und ihren ideologischen Voraussetzungen
Den Streikenden wurde vorgeworfen, durch ihre Proteste Staatsorgane zur Erfüllung ihrer Wünsche zwingen zu wollen. Diese Einschätzung stützt sich auf die folgende Formulierung in der „Zweiten Erklärung der hungerstreikenden Asylsuchenden am Rindermarkt in München“ vom 25. Juni 2013: „Wir wissen die in Politik und Verwaltung am höchsten gestellten Personen verantwortlich über unsere Leben.“
Das bewertete der bayerische Innenminister Joachim Herrmann als Erpressungsversuch. „Erpressung als Mittel, um Asylrecht zu erhalten“, sei „völlig indiskutabel“; denn jeder, der Asyl beantrage, habe das Recht auf ein ordentliches rechtsstaatliches Verfahren und bekomme das auch. Seine Kabinettskollegin, die bayerische Sozialministerin Christine Haderthauer (CSU) ergänzte, dass man in Bayern nicht „durch Hungerstreiks eine Vorzugsbehandlung erzwingen“ könne. Eine wichtige Basis der Rechtsstaatlichkeit, die Anerkennung der Gültigkeit von Gesetzen, stellten die Protestierenden grundsätzlich in Frage, indem sie die Auffassung propagierten: „Wir werden keine Gesetze respektieren, die uns nicht als Menschen respektieren.“
Sogar von einem Teil des Unterstützerkreises der Hungerstreikenden wurde deren Praxis, den Tod Streikender billigend in Kauf zu nehmen, stark kritisiert.
Insgesamt gelang es den Streikenden lange Zeit nicht, durch ihre Aktionen über die oben erwähnte Zuerkennung einzelner Anerkennungs- und Duldungsbescheide hinaus allgemein Sympathie und Unterstützung unter den Beobachtern der Aktionen zu erwerben. Allerdings bilanziert Christian Jakob die Situation in der Mitte der 2010er Jahre mit den Worten: „Noch vor einigen Jahren hatten die Flüchtlingsräte Mühe, die Öffentlichkeit auch nur für die allerhärtesten Abschiebeschicksale zu interessieren. Ihr Verhältnis zu Journalisten war das von Bittstellern. Heute werden Flüchtlingsinitiativen mit so vielen Anfragen von Festivals, Theatern, Kunstprojekten, Filmschaffenden, Autoren, Fotografen, Publizisten, Journalisten, Akademien, Schulen, Firmen, Studenten, Wissenschaftlern, Werbeagenturen, Vereinen und NGOs bestürmt, die alle ‚was mit Flüchtlingen‘ machen wollen, dass manche es nicht mal mehr schaffen, auch nur E-Mails mit Absagen zu verschicken.“
Von Befürwortern der Proteste wurden 2012 und 2013 deren mangelhafte Transparenz, ihre Hierarchiestrukturen sowie die Passivität einiger Unterstützer kritisiert.